# تقسیمات کشوری استرالیا

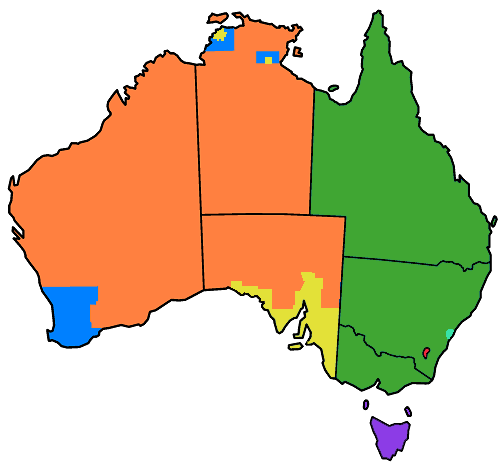
No counties, parishes or hundreds
Former counties, no further subdivisions
Counties, subdivided into hundreds
Counties, subdivided into parishes
Districts, partly subdivided into divisions (suburbs). (ACT)
Land districts (formerly counties), subdivided into parishes, and formerly with hundreds.
Counties, subdivided into parishes, and formerly with hundreds also (Cumberland only)

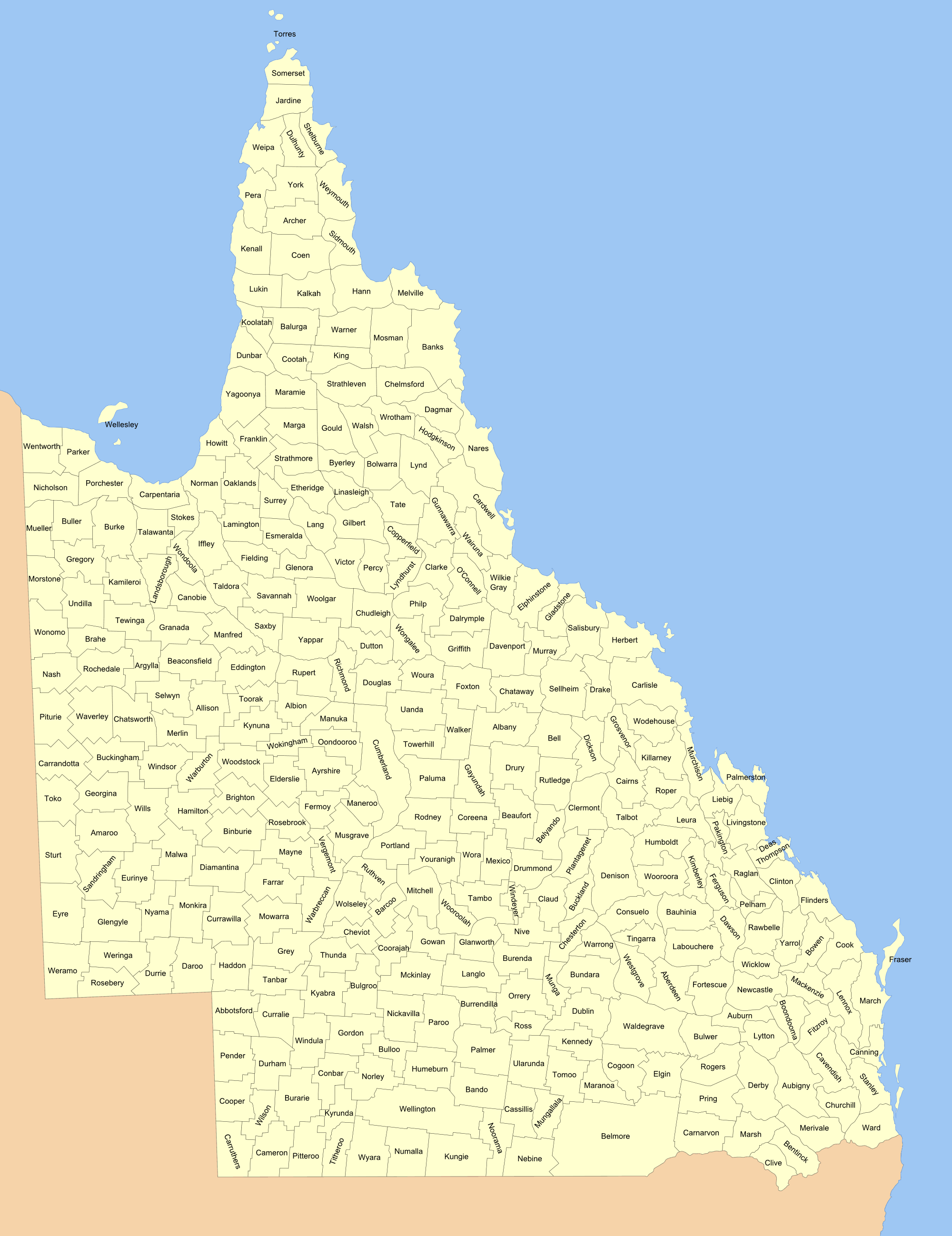
۳۱۹ شهرستان کوئینزلند در سال ۱۹۰۱

تقسیمات کشوری استرالیا (انگلیسی: Lands administrative divisions of Australia) تقسیمات حدنگاری (کاداستر) استرالیا به منظور شناسایی سرزمین‌ها برای اطمینان از امنیت مالکیت زمین است. در اکثر ایالت‌های استرالیا این تقسیمات شامل شهرستان و در برخی موارد پریش و یکصد (هاندرد) می‌باشد.
بر ایای تقسیمات کشوری در استرالیا، این کشور شامل قلمروهای زیر است:

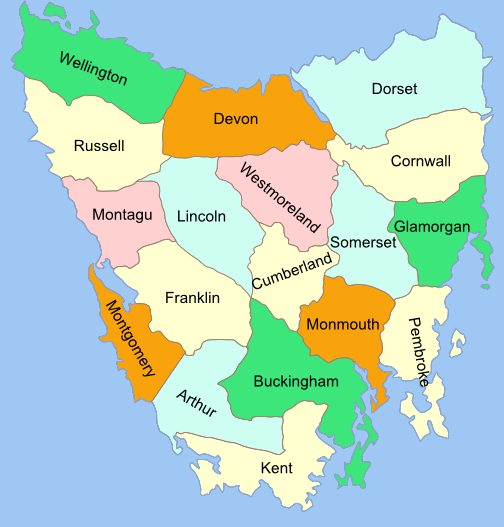
۱۸ ناحیه تاسمانی

- قلمرو پایتختی استرالیا
- نیو ساوت ولز
- قلمرو شمالی
- کوئینزلند
- استرالیای جنوبی
- تاسمانی۱۸ ناحیه تاسمانی
- ویکتوریا
- استرالیای غربی۳۱۹ شهرستان کوئینزلند در سال ۱۹۰۱۴۵ شهرستان استرالیای جنوبی در سال ۱۸۹۳

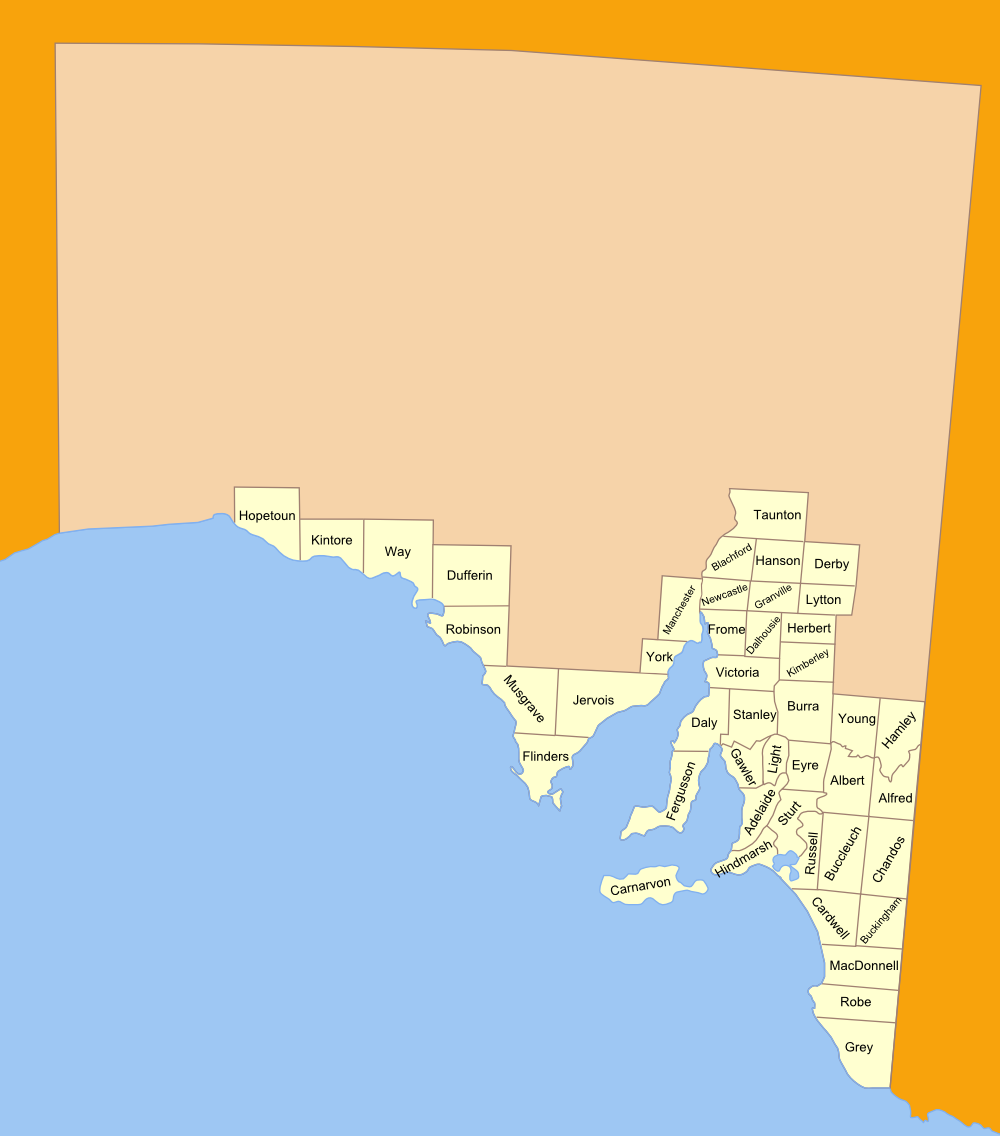
۴۵ شهرستان استرالیای جنوبی در سال ۱۸۹۳

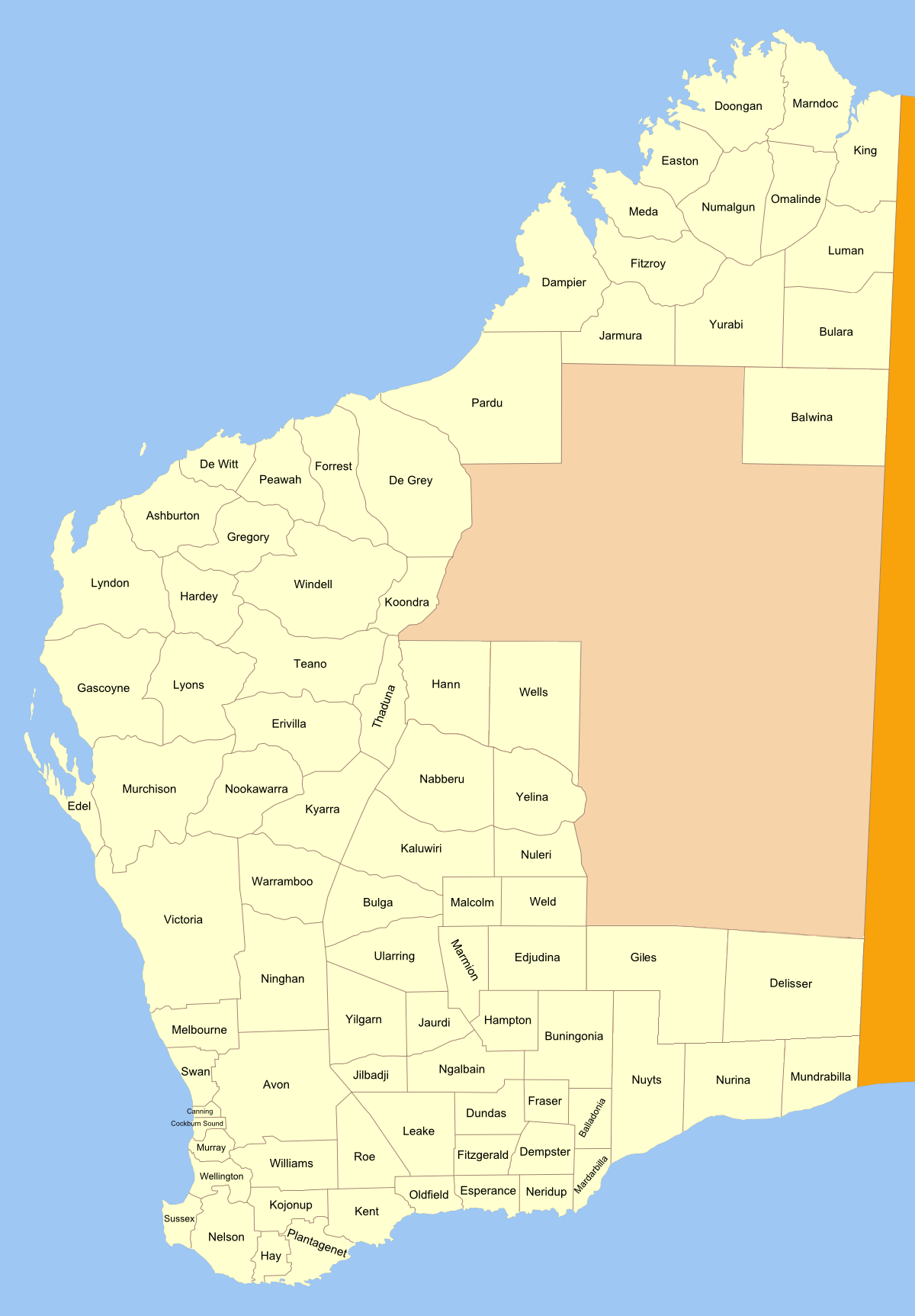
۸۰ ناحیه سرزمینی در استرالیای غربی